# Gare de Fegersheim – Lipsheim
Gare de Fegersheim - Lipsheim – stacja kolejowa w Lipsheim, w departamencie Dolny Ren, w regionie Grand Est, we Francji.
Obecnie jest stacją Société nationale des chemins de fer français (SNCF), obsługiwaną przez pociągi TER Alsace.

## Położenie
Znajduje się na wysokości 150 m n.p.m., na 11,830 km Strasburg – Bazylea, pomiędzy stacjami Geispolsheim i Limersheim.

## Linia kolejowa
- Strasburg – Bazylea